# الوحدة 340
الوحدة 340 هي قسم متخصص من فيلق القدس التابع للحرس الثوري الإسلامي في إيران (IRGC-QF) المسؤول عن تطوير وتعزيز قدرات الصواريخ والقذائف لحلفاء إيران، وفي المقام الأول حركة الجهاد الإسلامي الفلسطينية (PIJ) وحزب الله. وتركز الوحدة، التي يرأسها حميد فاضلي، المعروف أيضا بمحسن كافي، على تحسين دقة ومدى وقوة التدمير لهذه الأسلحة.     كما يرأس حميد فاضلي حركة النجباء، وهي ميليشيا شيعية تعمل تحت إشراف الحرس الثوري الإسلامي في العراق وهي مسؤولة عن إطلاق الصواريخ ضد القوات الأمريكية.

## الأنشطة الرئيسية
تعمل الوحدة 340 في عدة دول، بما في ذلك سوريا ولبنان والعراق واليمن. وتقوم الوحدة باختبار الصواريخ في معسكر الشهيد شعباني وفي مجمع سمنان الباليستي وكلاهما في إيران في أعقاب اتفاق جرى بين الحرس الثوري الإسلامي ومركز سمنان الفضائي.

### تطوير مشاريع الأسلحة التكنولوجية، وخاصة الصواريخ والقذائف
تلعب الوحدة دورًا حاسمًا في البحث والتطوير للتكنولوجيا العسكرية المتقدمة، مع التركيز بشكل خاص على الصواريخ والقذائف. ويتضمن ذلك تعزيز دقة ومدى وقدرة التدمير لترسانة الصواريخ التي يملكها حزب الله، وكان عنصرا أساسيا في استراتيجية إيران ضد إسرائيل. 

### تمكين القوات الموالية لإيران من تصنيع الأسلحة بشكل مستقل
وتشارك الوحدة 340 بشكل فعال في نقل الخبرة التقنية والموارد إلى الميليشيات المتحالفة والقوات بالوكالة، مما يمكنها من تصنيع الأسلحة محليًا. ومن خلال جعل الإنتاج محليا، يعمل حزب الله وحلفاؤه على تقليل اعتمادهم على إمدادات الأسلحة الخارجية، وبالتالي زيادة قدرتهم على الصمود في مواجهة العقوبات الدولية وانقطاعات سلسلة الإمدادات.

### تدريب وكلاء فيلق القدس في إيران
وتتعاون الوحدة بشكل وثيق مع فيلق القدس الإيراني، فرع العمليات الخارجية للحرس الثوري الإسلامي، وتقدم برامج تدريبية متخصصة للمقاتلين الحلفاء، مع التركيز على استعمال الأسلحة، وتفعيل الطائرات بدون طيار، والحرب الإلكترونية، وتكتيكات القتال غير المتكافئة. يتم إجراء جلسات التدريب هذه في إيران، حيث يكتسب العملاء خبرة عملية في تقنيات الحرب المتقدمة.

## مشاريع محددة
وتشارك الوحدة في مشاريع تطوير الصواريخ المختلفة كالآتي:

### صواريخ محسنة تم تدقيقها
يبلغ نطاقها حوالي 85 كيلومترًا، ويبلغ وزن رأسها الحربي 50 كيلوغراما، ويبلغ قطره 225 ميليمترا. وقد تم تحسين دقتها بشكل كبير، مع وجود خطأ دائري محتمل يبلغ بضعة أمتار فقط. 

### صواريخ أشتر
يبلغ مداها أكثر من 10 كيلومترات، وتحمل رأسا حربيا بوزن 500 كيلوغرام. وتم نشرها في العراق وسوريا ولبنان وقطاع غزة.

### صواريخ جهاد
يبلغ قطرها 17 بوصة، ونطاقها الأقصى أقل من 20 كيلومترا، ويبلغ رأسها الحربي 400كيلوغرام.

### صواريخ عماد
سلسلة من الصواريخ بمدى يتراوح بين 45 و100كيلومتر ولها رؤوس حربية تزن عشرات الكيلوغرامات.

## العقوبات والاهتمام الدولي
جذبت أنشطة الوحدة 340 اهتماما دوليا، مما أدى إلى فرض عقوبات وإجراءات عسكرية ضد عملياتها. وقد استهدفت الغارات الجوية الإسرائيلية عناصر الوحدة في سوريا، وخاصة في مناطق مثل السيدة زينب بالقرب من دمشق.  وفي يونيو/حزيران من عام 2024، اعتمد الاتحاد الأوروبي سلسلة من العقوبات ضد مؤيدي وداعمي أنشطة حماس والجهاد الإسلامي الفلسطيني، بمن في ذلك علي مرشد شيرازي (من مواليد 1969)، وهو مسؤول في فيلق القدس يشرف على العمليات العسكرية، والذي سهل مساعدة الوحدة 340 لدعم الجهاد الإسلامي الفلسطيني.